# Richard von Krafft-Ebing
Richard von Krafft-Ebing (14. august 1840 – 22. december 1902) var en tysk-østrigsk psykiater, der i 1886 udgav værket Psychopathia Sexualis (på tysk – trods den latinske titel). Heri beskriver han seksuelle abnormiteter som homoseksualitet, som han mente var en medfødt, mental defekt, som kunne mildnes/kureres gennem hypnose. Han beskriver også andre seksuelle minoriteter som sadisme og masochisme. Gennem sin forskning indhentede han sager fra bl.a. retssystemet, som sammen med hans grundidé gav hans definitioner af seksuelle varationer et fælles træk: At de udsprang fra mentalt sygelige tilstande.
Senere modereredes han sin opfattelse, men det var temmelig upåagtet, og Psychopathia Sexualis blev et videnskabeligt værk med betydning langt ind i det 20. århundrede.